# Реклінський Василь
Васи́ль Реклі́нський — український іконописець початку 18 століття.
Вихованець Києво-Печерської іконописної майстерні. Мешкав у Полтаві, тримав власну майстерню.

## Твори
Створив шестиповерховий іконостас для Миколаївського собору в Ніжині (1734), знищений у 1930-их роках, а також іконостас для собору Хрестовоздвиженського монастиря (1699—1709) в Полтаві.